# (13820) Schwartz
(13820) Schwartz est un astéroïde de la ceinture principale.

## Description
(13820) Schwartz est un astéroïde de la ceinture principale. Il fut découvert le 1er novembre 1999 à Fountain Hills (Arizona) par Charles W. Juels. Il présente une orbite caractérisée par un demi-grand axe de 3,11 UA, une excentricité de 0,17 et une inclinaison de 1,2° par rapport à l'écliptique.

## Compléments